# Władca pierścionka
Władca pierścionka (ang. The Ring Thing) – szwajcarska komedia z 2004 roku w reżyserii Marca Schipperta. Film jest parodią powieści fantasy Władca Pierścieni J.R.R. Tolkiena.

## Fabuła
Podczas podróży służbowej Fredi (Edward Piccin) planuje oświadczyć się Heidi (Julia Nakamoura), która uważa go za patałacha. Gdy wypada z samolotu wraz z zaręczynowym pierścionkiem, trafia do krainy hobbisiów, gdzie mieszkańcy biorą go za bohatera. Teraz Fredi ma za zadanie uratować świat oraz powstrzymać złego czarnoksiężnika przed zatopieniem świata w serze.

## Obsada
- Edward Piccin – Fredi
- Julia Nakamoura – Heidi
- Jörg Reichlin – Sauraus
- Gwendolyn Rich – Grmpfli
- Ralph Vogt – Schleimli
- Leo Roos – Almgandhi
- Sebastian Arenas – Rackaroll
- Armin Arnold – Pupsi

## Wersja polska
Opracowanie wersji polskiej: na zlecenie Epelpol Entertainment – Mastergroove Studio

Udział wzięli:
- Gabriela Czyżewska
- Arek Detmer – Fredi
- Anna Chrostowska
- Sławomir Śmiałek
- Mikołaj Klimek – Almgandhi
- Sebastian Domagała – Pupsi
- Bernard Kierat – Rackaroll

Lektor: Paweł Straszewski